# Dompropstei (Hildesheim)

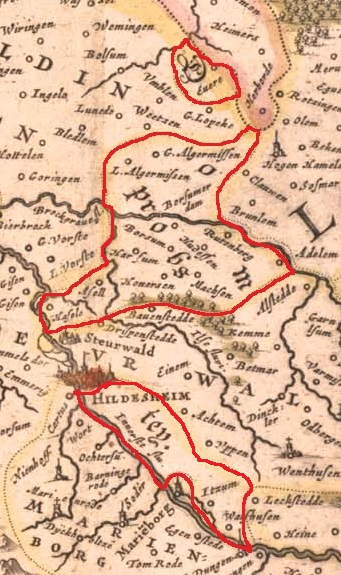
Das Gebiet der Dompropstei (Blaeu 1645)

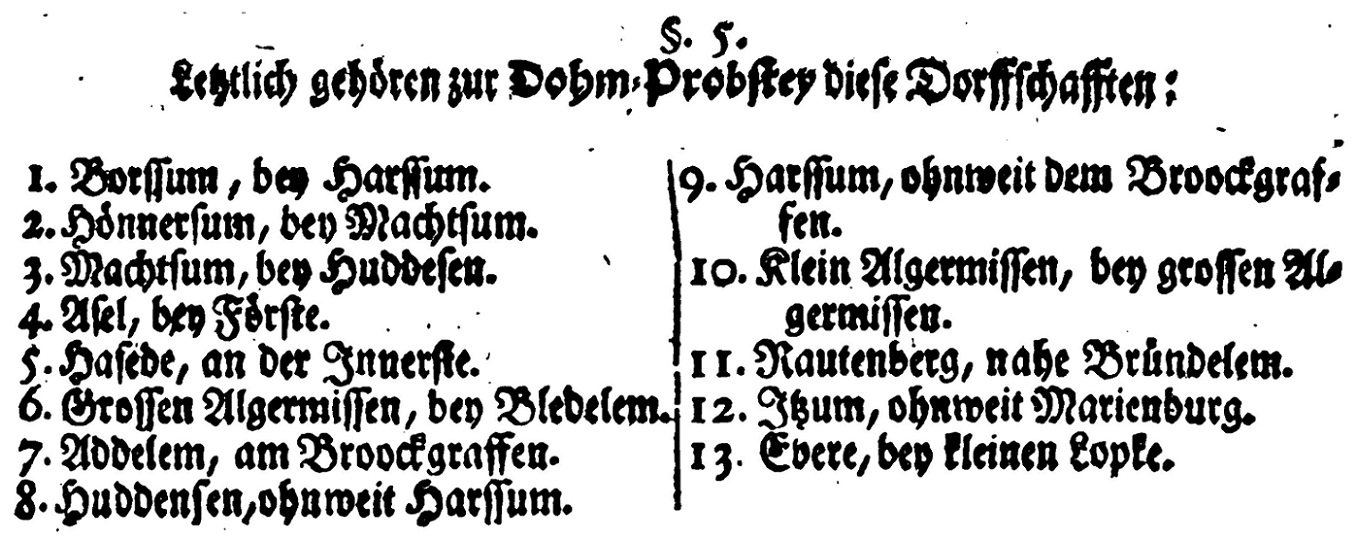
Die Dörfer der Dompropstei (Lauenstein 1740)

Als Dompropstei wird das Herrschaftsgebiet des Hildesheimer Dompropstes bezeichnet.

## Geschichte
1182 übertrug Bischof Adelog von Hildesheim die Villikationen Itzum, Hasede und Losebeck dauerhaft dem Dompropst zu Hildesheim. Damit wurde gleichsam eine dompröpstliche Hausmacht geschaffen; die Gründung der Hildesheimer Neustadt wäre ohne dies nicht möglich gewesen. Später kamen vier weitere Dörfer vor den Toren Hildesheims dazu. Regiert wurde das Gebilde bis zu seiner Auflösung 1802 vom Propsteihof in der Keßlerstraße aus. Der Dompropst galt spätestens ab dem 16. Jahrhundert als Träger der meisten Regalien in diesem Bereich und als vom Bischof weitgehend unabhängig. Bereits seit dem 14. Jahrhundert huldigten seine Untertanen allein ihm und nicht dem Bischof von Hildesheim. Die Dompropstei gehörte mit dem Kleinen Stift dauerhaft zum katholischen Hochstift Hildesheim und hatte darum lange fast keine evangelischen Einwohner.
Die Dompropstei war eine der Verwaltungseinheiten (Ämter) im Hochstift Hildesheim. Der Dompropst residierte im Amtshaus. Das Amtshaus wurde zudem Dompropstei genannt, in Verbindung mit dem zugehörigen Wirtschaftsgebäude auch Großvogtei. Noch 1783 trug das Amt den altertümlichen Namen Thum-Probstey-Vogteyen. 1815 wurde die Dompropstei in Amt Hildesheim umbenannt und 1844 mit anderen Ämtern zusammengelegt.

## Gemeinden
Das alte Amt Dompropstei bestand aus zwei voneinander getrennten Territorien. Der südliche Amtsteil lag an der Innerste direkt östlich von Hildesheim und umfasste etwa 20 % des gesamten Amtsterritoriums. Im Süden und Westen grenzte das Amt Marienburg, im Norden das Amt Steuerwald und im Osten das Amt Wohldenberg an den südlichen Amtsteil, der lediglich die Gemeinden Itzum und Walshausen umfasste. Der nördliche, deutlich größere Amtsteil bestand aus drei langen schmalen Landfingern, die sich von Borsum nach Westen (um Hasede), Osten (bis Adlum) und Norden (um Groß-Algermissen) ins Amt Steuerwald erstreckten. Nur ganz im Norden grenzte Groß-Algermissen noch an das Amt Ruthe und das Amt Peine.
Die folgende Tabelle listet alle Gemeinden, die dem Amt Dompropstei bis 1807 angehört haben. Dazu zählen Dörfer und Weiler, aber ggf. auch Einzelhäuser und ähnliche Liegenschaften, wenn sie im zu Grunde liegenden Verzeichnis genannt sind. In Spalte 2 ist die Anzahl aller Haushalte im Jahre 1760 verzeichnet, und zwar Freie Häuser, Vollhöfe, Halbspännerhöfe, Viertelspännerhöfe, Großköthnerhöfe, Kleinköthnerhöfe und Brinksitzer zusammengenommen (im Original jeweils einzeln aufgeführt). In Spalte 3 ist die Einwohnerzahl im Jahr 1910 verzeichnet, in Spalte 4 die heutige Gemeindezugehörigkeit. Weitere Anmerkungen stehen in der letzten Spalte.
| Altgemeinde      | Haushalte | 1910  | heutige Gemeinde | Anmerkung                                                                               |
| ---------------- | --------- | ----- | ---------------- | --------------------------------------------------------------------------------------- |
| Adlum            | 48        | 491   | Harsum           | Aellum                                                                                  |
| Asel             | 33        | 450   | Harsum           |                                                                                         |
| Borsum           | 82        | 1.259 | Harsum           |                                                                                         |
| Groß Algermissen | 104       | 1.739 | Algermissen      | mit einer Windmühle                                                                     |
| Hasede           | 47        | 638   | Giesen           | mit zwei Mühlen an der Innerste                                                         |
| Hönnersum        | 24        | 357   | Harsum           |                                                                                         |
| Hüddessum        | 28        | 377   | Harsum           | Huddeshum                                                                               |
| Itzum            | 29        | 377   | Hildesheim       |                                                                                         |
| Machtsum         | 27        | 393   | Harsum           |                                                                                         |
| Walshausen       | 4         | -     | Bad Salzdetfurth | 1 freyes Dorf, mit Pfarrerhaus, Schenke, zwei kleinen freien Häusern und Gut Walshausen |